# Adil Rami
Adil Rami (ur. 27 grudnia 1985 w Bastii) – francuski piłkarz marokańskiego pochodzenia, występował na pozycji obrońcy, były reprezentant Francji.

## Kariera klubowa
Rami urodził się na Korsyce, w mieście Bastia, w rodzinie pochodzenia marokańskiego. Karierę piłkarską rozpoczął w klubie Fréjus, skąd w 2006 roku trafił do Lille OSC. W nowych barwach zadebiutował 19 maja 2007 roku w przegranym 1:2 wyjazdowym meczu z AJ Auxerre. 18 października 2008 roku w zremisowanym 2:2 spotkaniu ligowym z Olympique Lyon zdobył swoją pierwszą bramkę dla klubu. Latem 2011 roku przeszedł do hiszpańskiej Valencii. W drugiej połowie 2013 roku został zawieszony przez zarząd klubu za publiczną krytykę drużyny oraz trenera. 12 lipca 2013 roku A.C. Milan oficjalnie poinformował za pośrednictwem swojej strony internetowej, że doszedł do porozumienia z hiszpańską Valencią w sprawie kupna Ramiego, który oficjalnie wzmocnił nowy zespół 12 lipca 2014 roku. Następnie grał w takich klubach jak: A.C. Milan, Sevilla FC, Olympique Marsylia, Fenerbahçe SK, PFK Soczi i Boavista FC. W 2021 przeszedł do Troyes AC w którym w 2023 zakończył karierę.

## Kariera reprezentacyjna
20 marca 2008 roku Rami otrzymał swoje pierwsze powołanie do reprezentacji Francji, jednak podczas towarzyskiego spotkania z Anglią nie zadebiutował w niej. 25 marca wystąpił za to w kadrze B, która w nieoficjalnym meczu podejmowała Mali. Ostatecznie pierwsze spotkanie w pierwszej reprezentacji rozegrał 11 sierpnia 2010 roku, gdy Francja przegrała 1:2 z Norwegią. Znalazł się w kadrze na Mistrzostwa Europy 2012.

## Statystyki kariery
(aktualne na dzień 1 lipca 2023)
| Klub               | Sezon              | Liga               | Liga  | Liga   | Puchar kraju | Puchar kraju | Puchar ligi | Puchar ligi | Europa | Europa | Inne  | Inne   | Suma  | Suma   |
| Klub               | Sezon              | Liga               | Mecze | Bramki | Mecze        | Bramki       | Mecze       | Bramki      | Mecze  | Bramki | Mecze | Bramki | Mecze | Bramki |
| ------------------ | ------------------ | ------------------ | ----- | ------ | ------------ | ------------ | ----------- | ----------- | ------ | ------ | ----- | ------ | ----- | ------ |
| Lille OSC          | 2006/07            | Ligue 1            | 2     | 0      | 0            | 0            | 0           | 0           | –      | –      | –     | –      | 2     | 0      |
| Lille OSC          | 2007/08            | Ligue 1            | 24    | 0      | 3            | 0            | 0           | 0           | –      | –      | –     | –      | 27    | 0      |
| Lille OSC          | 2008/09            | Ligue 1            | 33    | 5      | 4            | 0            | 1           | 0           | –      | –      | –     | –      | 38    | 5      |
| Lille OSC          | 2009/10            | Ligue 1            | 34    | 3      | 0            | 0            | 2           | 1           | 13     | 1      | –     | –      | 49    | 5      |
| Lille OSC          | 2010/11            | Ligue 1            | 36    | 0      | 4            | 0            | 2           | 0           | 5      | 0      | –     | –      | 47    | 0      |
| Valencia CF        | 2011/12            | Primera División   | 33    | 2      | 7            | 0            | –           | –           | 13     | 4      | –     | –      | 53    | 6      |
| Valencia CF        | 2012/13            | Primera División   | 25    | 0      | 5            | 1            | –           | –           | 6      | 1      | –     | –      | 36    | 2      |
| Valencia CF        | 2013/14            | Primera División   | 3     | 0      | 0            | 0            | –           | –           | 1      | 0      | –     | –      | 4     | 0      |
| A.C. Milan         | 2013/14            | Serie A            | 18    | 3      | 0            | 0            | –           | –           | 2      | 0      | –     | –      | 20    | 3      |
| A.C. Milan         | 2014/15            | Serie A            | 37    | 4      | 1            | 0            | –           | –           | 0      | 0      | –     | –      | 38    | 4      |
| Sevilla FC         | 2015/16            | Primera División   | 28    | 0      | 6            | 2            | –           | –           | 11     | 1      | –     | –      | 45    | 3      |
| Sevilla FC         | 2016/17            | Primera División   | 21    | 0      | 3            | 0            | –           | –           | 8      | 0      | 1     | 0      | 33    | 0      |
| Olympique Marsylia | 2017/18            | Ligue 1            | 33    | 1      | 3            | 0            | 0           | 0           | 18     | 1      | –     | –      | 54    | 2      |
| Olympique Marsylia | 2018/19            | Ligue 1            | 16    | 1      | 0            | 0            | 1           | 0           | 4      | 0      | –     | –      | 21    | 1      |
| Fenerbahçe SK      | 2019/20            | Super Lig          | 1     | 0      | 6            | 0            | –           | –           | –      | –      | –     | –      | 7     | 0      |
| Boavista FC        | 2020/21            | Liga NOS           | 22    | 0      | 0            | 0            | 0           | 0           | –      | –      | –     | –      | 22    | 0      |
| Troyes AC          | 2021/22            | Ligue 1            | 17    | 3      | 1            | 0            | –           | –           | –      | –      | –     | –      | 18    | 3      |
| Troyes AC          | 2022/23            | Ligue 1            | 20    | 0      | 1            | 0            | –           | –           | –      | –      | –     | –      | 21    | 0      |
| Ogólnie w karierze | Ogólnie w karierze | Ogólnie w karierze | 403   | 22     | 44           | 3            | 6           | 1           | 81     | 8      | 1     | 0      | 535   | 34     |

## Sukcesy

### Lille
- Mistrzostwo Francji: 2010/11
- Puchar Francji: 2010/11

### Sevilla FC
- Liga Europy UEFA: 2015/16

## Odznaczenia
- Chevalier Legii Honorowej – nadanie 2018[1], wręczenie 2019[2][3]